# Rossignol à flancs roux
Tarsiger cyanurus
Espèce
Statut de conservation UICN

 LC  : Préoccupation mineure
Le Rossignol à flancs roux (Tarsiger cyanurus) est une espèce de petits passereaux qui a longtemps été classée dans la famille des Turdidae (la famille des merles), désormais incluse dans celle des Muscicapidae (famille des gobe-mouches). C'est une espèce monotypique. Il est parfois appelé Robin à flancs roux.

## Description

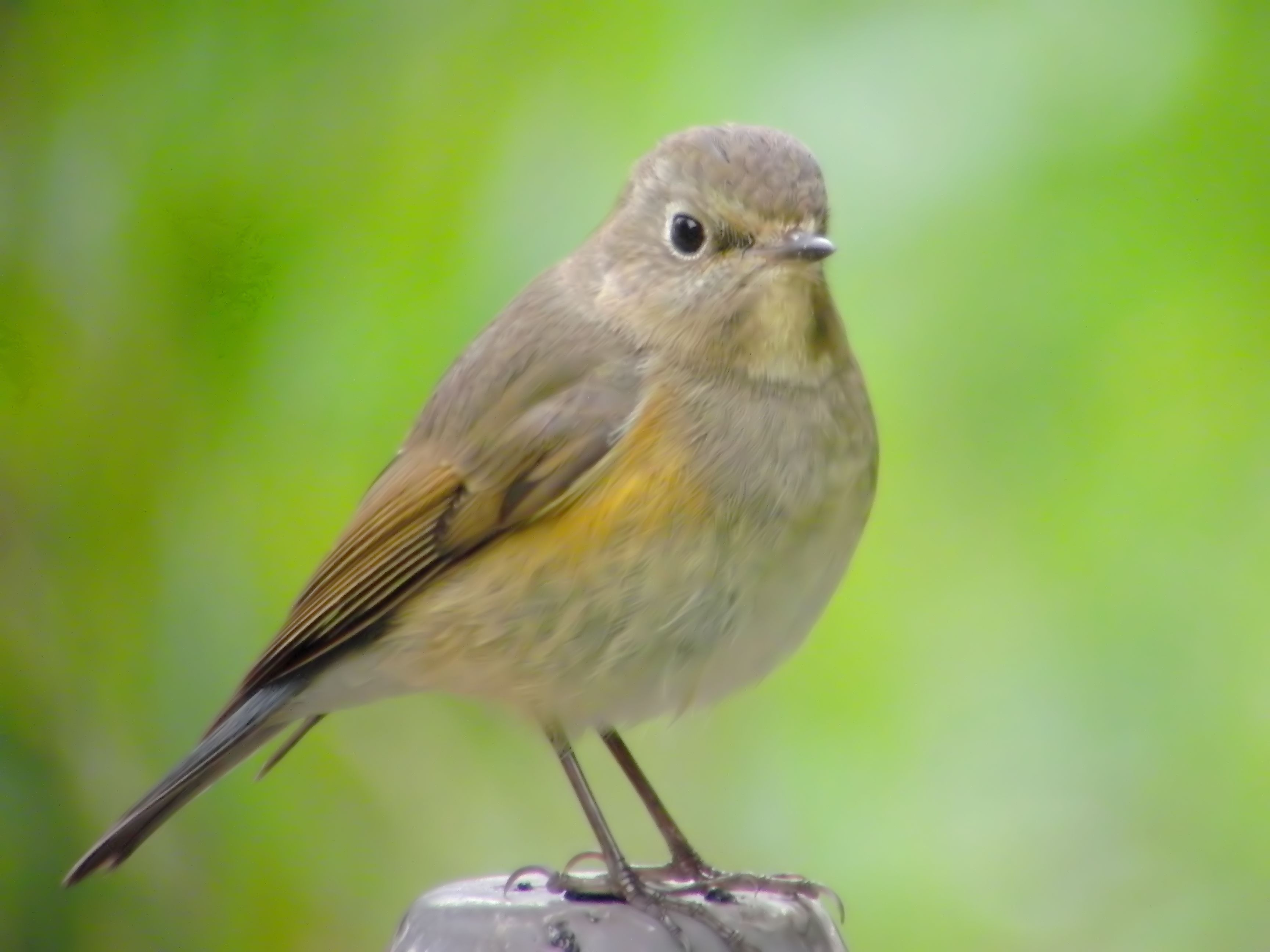
Rossignol à flancs roux femelle

De forme plus élancée que le Rouge-gorge, les deux sexes présentent une queue bleue et des flancs roux. Le mâle adulte est bleu foncé sur le dessus avec le dessous blanc-crème. La femelle est brune sur le dessus et plus clair sur le dessous avec le poitrail plus sombre. Le juvénile, à l'instar du jeune rouge-gorge, est tacheté.

## Répartition géographique et habitat

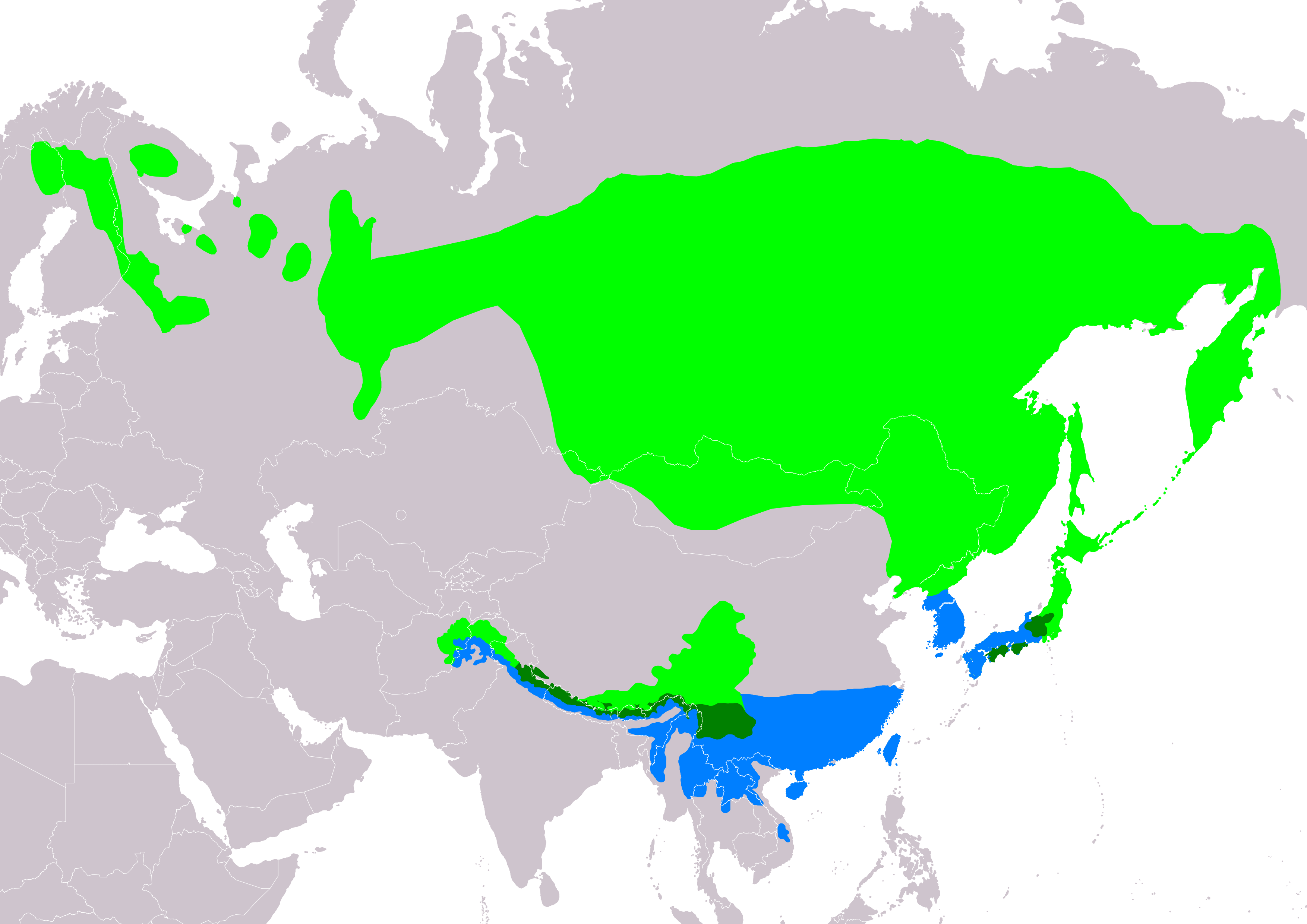
Répartition : Vert (résident) ; Vert clair (nidification) ; Bleu (hivernage)

C'est un oiseau insectivore migrateur que l'on trouve dans les forêts de conifères comportant des zones broussailleuses en Asie du Nord, de l'Himalaya jusqu'à la partie ouest de la Chine. En hiver, ils migrent vers l'Asie du Sud-Est.
Cette espèce est en lente expansion vers l'ouest en migrant progressivement par la Finlande. Malgré cette expansion, cet oiseau reste très rare en Europe de l'Ouest. Quelques spécimens ont été observés en Amérique du Nord.

## Chant
Le mâle chante ses trilles à la cime des arbres. Son cri d'appel est le classique tacc commun à cette famille d'oiseau.

## Régime alimentaire
Cet oiseau est essentiellement insectivore.

## Reproduction
Le nid est construit très près du sol, la ponte comporte de 3 à 5 œufs qui sont couvés par la femelle.